# جونغ تشول من
جونغ تشول-مين (بالإنجليزية: Jong Chol-Min)‏ (مواليد 29 أكتوبر 1988 في كوريا الشمالية) لاعب كرة قدم كوري شمالي دولي يجيد اللعب في خط الهجوم. يلعب حاليا لصالح نادي ريميونغسو الكوري الشمالي منذ 2007.

## وصلات خارجية
- جونغ تشول من على موقع الاتحاد الدولي (مؤرشف)  (الإنجليزية)
- جونغ تشول من على موقع قاعدة بيانات كرة القدم.إي يو (الإنجليزية)
- جونغ تشول من على موقع ناشيونال فوتبول تيمز (الإنجليزية)
- جونغ تشول من على موقع Soccerway.com (الإنجليزية)